# 拉沙兹德佩尔
拉沙兹德佩尔（法語：La Chaze-de-Peyre，法語發音：[la ʃaz də pɛʁ]）是法国洛泽尔省的一个旧市镇，属于芒德区。

## 地理
拉沙兹德佩尔（44°42'10"N, 3°15'11"E）面积19.33 平方千米，位于法国奧克西塔尼大區洛泽尔省，该省份为法国南部内陆省份，北起上盧瓦爾省和康塔爾省，西接阿韦龙省，南至加尔省，东临阿尔代什省。
与拉沙兹德佩尔接壤的市镇（或旧市镇、城区）包括：福德佩尔、欧蒙欧布拉克、圣索沃尔德佩尔、圣科隆布德佩尔、普兰叙埃若勒。

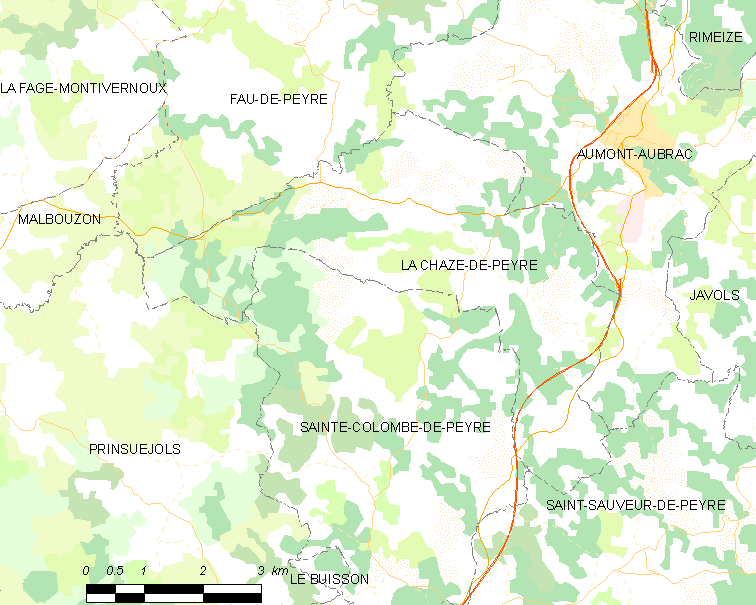
拉沙兹德佩尔的OSM定位图

拉沙兹德佩尔的时区为UTC+01:00、UTC+02:00（夏令时）。

## 行政
拉沙兹德佩尔的邮政编码为48130，INSEE市镇编码为48047。

## 政治
拉沙兹德佩尔所属的省级选区为欧布拉克地区佩尔县。

## 人口

1962-2008年间拉沙兹德佩尔人口变化图示

拉沙兹德佩尔于2018年1月1日时的人口数量为295人。